# Kaschta
Kaschta ist der erste auch in Ägypten bezeugte Pharao der kuschitischen 25. Dynastie. Seine Regierungszeit ist um ?–746 v. Chr. Es ist vermutet worden, dass er der Bruder und Nachfolger des Alara, des eigentlichen Begründers der 25. Dynastie gewesen ist. Dieser hat aber noch nicht in Ägypten selbst regiert. Seine Schwestergemahlin ist Pabatma; Töchter der beiden sind Peksater und die Gottesgemahlin Amenirdis I., während Pije und eine weitere Tochter Abar von einer anderen Mutter stammen.
Nachdem er Unternubien unterworfen hat, kann Kaschta nach Norden bis nach Assuan vorstoßen, wo er eine Stele in den Chnuntempel von Elephantine stiftet. Er nimmt den Titel „König von Ober- und Unterägypten, Sohn des Re, Herr der beiden Länder“ und den Thronnamen „(Zum König) Proklamierter, ein Re“ (Maa-Re) an.
Kenneth A. Kitchen weist ihm eine geschätzte Regierungszeit von 12 bis 13 Jahren zu. Die engen Verbindungen zur ägyptischen Religion und nach Theben bezeugt ein Halskragen (Ägis) der Göttin Mut; vielleicht existiert auch ein Skarabäus des Königs.
Kaschta ist wohl in Al-Kurru bestattet worden, doch kann ihm mit Sicherheit kein bestimmtes Grabmal zugewiesen werden.